# خانه کمال‌الملک
خانه کمال الملک مربوط به دوره قاجار است و در شهرستان کاشان، روستای کله، محله مشهد اردهال واقع شده و این اثر در تاریخ ۱۹ مرداد ۱۳۸۴ با شمارهٔ ثبت ۱۲۹۷۳ به‌عنوان یکی از آثار ملی ایران به ثبت رسیده است.